# Primitivo
Primitivo (in den USA Zinfandel, in Kroatien Crljenak Kaštelanski genannt) ist eine ursprünglich aus Kroatien stammende Rebsorte. Die daraus ausgebauten Rotweine zeichnen sich durch ein charakteristisch würziges, an Zimt, Nelken, schwarzen Pfeffer und dunkle Waldfrüchte erinnerndes Aroma aus.

## Abstammung und Geschichte

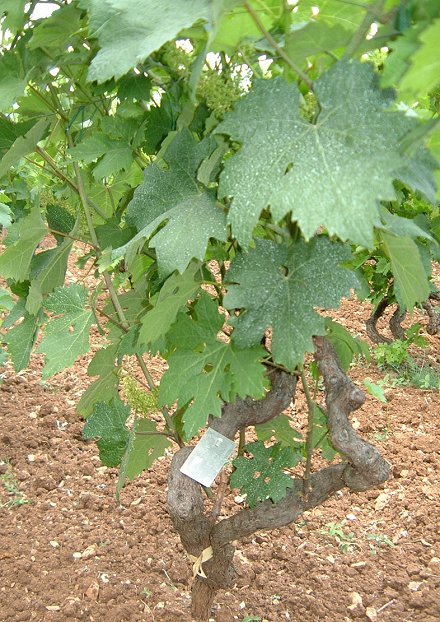
Rebstock des Zinfandel (Crljenak kaštelanski) in Kroatien

Um 1825 importierte der Rebschulenbetreiber George Gibbs aus Long Island die Rebsorte Zierfandler mit verschiedenen anderen aus Gumpoldskirchen in die USA. Aus dieser Zeit stammt vermutlich der Name Zinfandel, da einige Autoren vermuten, bei den Sendungen aus Österreich sei die Bezeichnung Zierfandler irrtümlich einem Paket Crljenak kaštelanski zugeordnet worden. Nach Morris L. West hingegen wurde der Zierfandel von Oberst Agoston Haraszthy aus Ungarn hinübergebracht. Bevor der Zierfandel als Zinfandel Kalifornien erreichte, wurde er vorwiegend als Tafeltraube angebaut.
Bereits ab den 1960er Jahren wurde nach dem europäischen Ursprung des Zinfandel gesucht. Dem amerikanischen Pflanzenpathologen Austin Goheen fiel bei einer Italienreise der Primitivo auf, den er nach Kalifornien brachte, um ihn mit dem Zinfandel vergleichen zu können. Aufgrund seiner lediglich auf sichtbaren Kriterien basierenden Untersuchungen vermutete er, die Sorten seien identisch. Carole Meredith, Professorin für Önologie an der UC Davis, konnte 1999 die Identität beider Rebsorten durch Analyse der DNA feststellen.
Da Nachforschungen ergeben hatten, dass die Primitivo-Rebe auch in Apulien erst seit 150 bis 250 Jahren angebaut wurde und Zinfandel Mitte des 19. Jahrhunderts nach Kalifornien kam, blieb die Frage, wo der gemeinsame Ursprung beider Rebsorten zu finden sein könnte. Meredith und ihre Mitarbeiter waren schon in den 1990er Jahren Hinweisen gefolgt, nach denen ein Ursprung der Rebsorte in Kroatien liegen könnte. Sie brachten über hundert verschiedene Proben mit, um sie zu vergleichen, aber eine identische Sorte war nicht darunter. Die fanden sie erst Ende 2001 in der alten Sorte Crljenak kaštelanski.
Der Crljenak stammt aus dem kroatisch-ungarischen Grenzgebiet. Die unempfindliche Rebsorte wurde wetterbedingt eher im sonnenreichen Dalmatien angebaut. Der Name entstammt dem kroatischen Dialekt des Međimurje und bedeutet übersetzt „der Rötliche“.
Der Name Primitivo entstand aus der älteren Bezeichnung Primativo (deutsch: als erste reifend), die ab 1799 in Italien nachgewiesen ist.

## Verbreitung

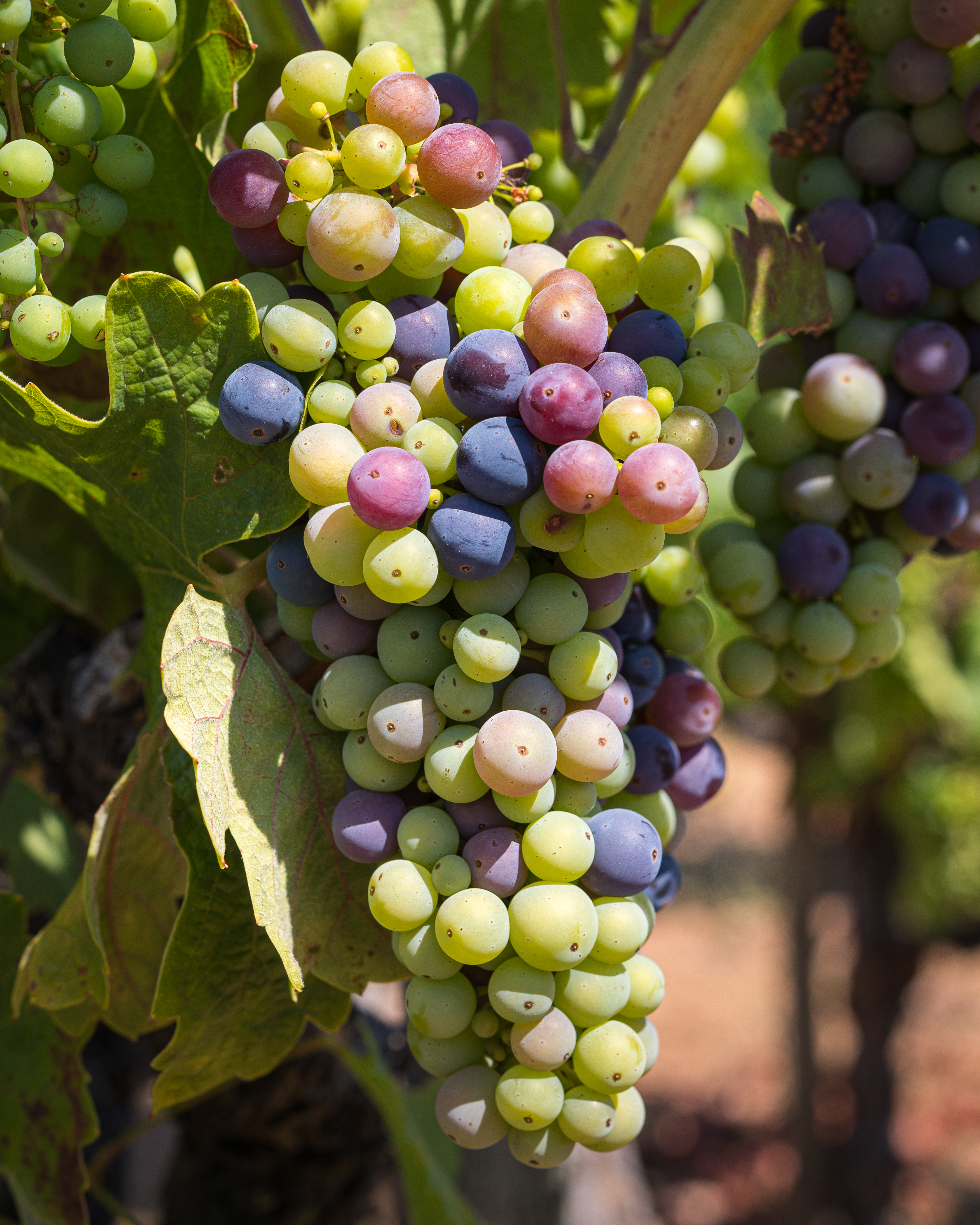
Véraison (Reifebeginn) bei Beeren der Rebsorte Zinfandel in der kalifornischen Weinanbauregion Dry Creek Valley AVA Ende Juli 2019

Zinfandel wird überwiegend in Kalifornien angebaut. Aus ihr können unterschiedliche Weine hergestellt werden: Rotwein, Rosé (Blush Zinfandel, zumeist mit Restsüße) oder ein heller Blanc de Noirs (White Zinfandel, wenn ohne Schalen vergoren). Zinfandel gehörte schon 1919 zu den fünf wichtigsten Rebsorten der USA und war sowohl als Tafeltraube wie auch als Hauswein während der Prohibition beliebt. Die Rebe hat so hohe Bedeutung erlangt, dass sie als Edelrebe bezeichnet wird. Mit einem Anstieg von 13.200 ha auf über 20.000 ha (in den Jahren 1990 bis 1998) wurde sie zeitweise die meistangebaute Rebsorte der USA. In neuerer Zeit wurde sie vom Cabernet Sauvignon überholt, ist aber mit 11 % die zweitwichtigste Sorte im US-amerikanischen Anbau. Die deutsche Aussprache des Sortennamens ist „Zinfandel“ – wie geschrieben also –, die amerikanische differiert etwas, indem der Akzent auf die letzte Silbe gelegt wird. Früher war Zinfandel in Deutschland nicht zum Anbau zugelassen; erst seit ein paar Jahren gibt es hier auch ein paar Rebflächen. Es gibt jedoch winzige Restbestände wohl aus der Zeit um 1800.
Die Rebsorte Primitivo ist mit Zinfandel identisch (Näheres dazu siehe im Abschnitt Abstammung und Geschichte), daher vermarkten italienische Primitivo-Winzer ihren Wein teilweise unter dem bekannteren Namen Zinfandel. Das bekannteste italienische Anbaugebiet für Primitivo ist die nach Manduria benannte DOC-Zone in der Region Apulien, woher der Primitivo di Manduria stammt, allerdings werden auch einige vorzügliche Exemplare unter der IGT Primitivo di Puglia verkauft.

## Ampelographische Sortenmerkmale
- Die Triebspitze ist offen. Sie ist starkwollig behaart und an den Spitzen leicht rötlich gefärbt. Die gelblichen Jungblätter mit ihren orange- bis bronzefarbenen Flecken sind nur spinnwebig behaart und glänzend.
- Die mittelgroßen bis großen Blätter sind meist fünflappig (in seltenen Fällen sieben- und gar neunlappig) und ausgeprägt tief gebuchtet. Die Stielbucht ist lyren-förmig offen. Das Blatt ist spitz gesägt. Die Zähne sind im Vergleich der Rebsorten eng gesetzt. Die Blattoberfläche (auch Spreite genannt) ist nur leicht blasig. Im Herbst färben sich nur die Zahnspitzen der Blätter rötlich.
- Die walzen- bis konusförmige Traube ist geschultert, mittelgroß, sehr schlank in der Form und sehr dichtbeerig. Die rundlichen Beeren sind mittelgroß bis groß und von blauschwarzer Farbe. Die Schale der Beere ist mäßig dick. Das Aroma der saftigen Beere ist neutral.

Reife: mittelfrüh – zirka 20 Tage nach denen des Gutedel. Schwierig ist sein Reifeverhalten. Oft finden sich unter reifen Trauben unreife grüne Beeren, so dass von Hand nachgelesen werden muss. In heißen Klimaten wie Kalifornien kann bei Erreichen der Vollreife nicht zugewartet werden, weil diese sehr rasch in Überreife umschlägt, die auch bei kleinen Anteilen in Kombination mit Edelfäule Qualitätsverluste verursacht.

## Eigenschaften
Die Sorte gedeiht gut auf Böden, die flachgründig sind. Anfällig ist die Rebsorte für Grauschimmelfäule (Botrytis cinerea), und sie neigt häufig zu starkem Verrieseln – die Folge sind ungleichmäßige Erträge.

## Synonyme
Synonyme (50): Aglianico del Vulture, Bikaca, Cjutiitza, Crljenak Crni, Crljenak Kaštelanski, Crni Krstac, Gioia del Colle, Grakosija, Gratosija, Kastelanac, Krakosija, Kratkosica, Kratkosija, Kratkosija Crna, Kratosija, Kratosija Ili Vran, Kratosija Mala, Kratosija Sa Dubokim Urezima, Kratosija Srednja, Ljutica, Ljutiitza, Mali Crni Palvanc, Morellone, Palvanz, Palvanz Blauer, Palvanz Mali Zerni, Plavac Veliki, Pribidrag, Primaticcio, Primativo, Primativo Nero, Primitivo di Gioia, Primitivo Nero, Reavica, Rehuljaca, Srednji Vranac, Starinski Plavac, Trebidrag, Tribidrag, Uva della Pergola, Uva di Corato, Vagari Palvanz, Velji Vranac, Vran, Vrancic, Vrancina, Zagarese, Zagarese Nero, Zin, Zinfandel.

## Abkömmlinge
Aus einer vermutlich natürlichen Kreuzung mit Dobričić von der Insel Šolta entstand Mali Plavac.